# Wideload Games
Wideload Games war ein US-amerikanischer Entwickler von Computerspielen mit Sitz in Chicago, Illinois.

## Geschichte
Gegründet wurde Wideload im Jahr 2003 von Alex Seropian, dem Gründer von Bungie und geistigen Vater der Spiele Halo, Myth: The Fallen Lords und Marathon, und anderen ehemaligen Bungie-Mitarbeitern, nachdem sie Bungie verlassen hatten, welches zwischenzeitlich in die Microsoft Corporation eingegliedert wurde.
Das Studio setzt bei der Entwicklung von Spielen auf ein Kernteam, das von vielen externen Mitarbeitern unterstützt wird, um günstiger und effizienter arbeiten zu können. Als Vorbild diente hier die Filmindustrie.
Beim ersten Projekt Wideloads handelt es sich um den Titel Stubbs the Zombie in “Rebel Without a Pulse”, ein bizarres 3D-Action-Adventure, in dem der Spieler die Rolle des Zombies Stubbs übernimmt. Rebel Without a Pulse bietet schwarzen Humor, innovatives Gameplay und eine fesselnde Story und setzt dabei auf eine überarbeitete Version der Halo-Engine. Es wurde im Herbst 2005 für Macintosh- und Windows-PCs sowie Microsofts Xbox veröffentlicht; als Publisher konnte Aspyr Media gewonnen werden.
Das zweite Projekt, das durch Gamecock Media vertrieben wird, ist Hail to the Chimp – ein Partyspiel, in dem die Spieler in Form von Tieren um die Präsidentschaft des Tierkönigreiches kämpfen. Es wurde im Juni 2008 für PlayStation 3 und Xbox 360 veröffentlicht.
Im März 2014 verkündete Mutterkonzern Disney die Schließung des Unternehmens.

## Spiele
- Stubbs the Zombie in “Rebel Without a Pulse” (2005 – Windows, Macintosh, Xbox)
- Hail to the Chimp (2008 – PlayStation 3, Xbox 360)
- Cyclomite (2008)
- Texas Cheat 'Em (2009 – PlayStation 3, Windows, Xbox 360)
- Disney Guilty Party (2010 – Wii)